# Малін Гердін
Малін Гердін (швед. Malin Gerdin, 12 березня 1993) — шведська плавчиня. Учасниця Чемпіонату Європи з водних видів спорту 2012, де в змаганнях соло посіла 13-те місце. Учасниця
Чемпіонату світу з водних видів спорту 2013, де в змаганнях соло посіла 22-ге місце. Учасниця Олімпійських ігор 2012 де в змаганнях дуетів посіла 30-те місце.